# Мухаммед ан-Насір бін Юсуф
Мухаммед ан-Насір бін Юсуф (араб. الناصر محمد بن يوسف; помер 8 серпня 1488) – імам Зейдитської держави в Ємені.